# Tokyo Godfathers
Tokyo Godfathers (東京ゴッドファーザーズ, Tokyo Goddofazazu) is een Japanse geanimeerde langspeelfilm van Satoshi Kon. Het verhaal is losjes gebaseerd op Peter B. Kyne's roman Three Godfathers.
Tokyo Godfathers was de derde film die Kon regisseerde, en de tweede die hij zowel schreef als regisseerde. Keiko Nobumoto, bekend als auteur van Wolf's Rain en als scenarist van Cowboy Bebop, werkte mee aan het scenario.
Tokyo Godfathers won in 2003 een Excellentieprijs op het Japan Media Arts Festival. Ook won het de Beste Geanimeerde Filmprijs op het 58ste Mainichi Film Concours.

## Verhaal
Drie daklozen - een alcoholverslaafde man van middelbare leeftijd genaamd Gin, een transgender vrouw en ex-dragqueen Hana en een weggelopen scholier Miyuki - vinden op kerstavond een achtergelaten baby in een hoop vuilnis. Bij de baby bevinden zich een briefje met de vraag goed voor haar te zorgen en een zak met voorwerpen die verwijzen naar de identiteit van de ouders. Het trio besluit om op zoek te gaan naar de ouders van het kind. Ze noemen haar Kiyoko ("Rein kind") omdat ze werd gevonden op kerstavond.
Vlak bij een kerkhof komt de groep een yakuza tegen die vastzit onder een auto. De man kent de eigenaar van de club waar Kiyoko's moeder vroeger werkte; zijn dochter trouwt vandaag namelijk met de eigenaar van de club. Eens op de trouw vertelt de echtgenoot het trio dat Kiyoko's moeder vroeger een barmeid was genaamd Sachiko. Hij geeft hen Sachiko's adres. Het huwelijksfeest wordt onderbroken wanneer blijkt dat een meid eigenlijk een Latijns-Amerikaanse huurmoordenaar is die het gemunt heeft op de vader van de bruid. De huurmoordenaar kitnapt Miyuki en Kiyoko en neemt hen mee naar huis. Miyuki bevriendt er de echtgenote van de huurmoordenaar en toont haar foto's van haar familie.
Hana gaat op zoek naar Miyuki en Kiyoko terwijl Gin zorgt voor een oude dakloze man die zijn laatste adem uitblaast op straat. Nadat hij Gin een klein rood zakje geeft, gaat de man een vredevolle dood tegemoet. Daarna wordt Gin ineengeslagen door enkele tieners. Ondertussen vindt Hanna Miyuki en Kiyoko. Samen gaan ze op zoek naar een plaats om de nacht door te brengen.
De dames belanden in Hana's oude club. Daar zien ze Gin terug: hij werd namelijk gered door een clublid. Het trio vertrekt naar Sachiko's huis. Daar horen ze over het ongelukkige huwelijk van Sachiko en haar echtgenoot. De groep rust even uit in een winkel tot ze buitengezet worden. Hana stort in elkaar, waarna Gin en Miyuki haar naar het ziekenhuis brengen. Aldaar vindt Gin zijn dochter, die ook Kiyoko noemt. Zij werkt er als verpleegster. Hana scheldt Gin uit in het bijzijn van zijn dochter en stormt daarna het ziekenhuis uit. Miyuki en Kiyoko volgen haar.
Hana en Miyuki vinden Sachiko, die op het punt staat om van een brug te springen. Sachiko beweert dat haar echtgenoot hun baby achterlaatte zonder haar medeweten. Hana en Miyuki geven Kiyoko terug aan Sachiko. Ondertussen vindt Gin Sachiko's echtgenoot, die beweert dat Sachiko Kiyoko kidnapte uit het ziekenhuis. Het trio achtervolgt Sachiko en de baby. Na een achtervolging via de auto confronteert Miyuki Sachiko op het dak van een gebouw. Sachiko bekent dat ze zwanger werd in de hoop dat dit haar relatie met haar echtgenoot zou verbeteren. Haar baby werd echter doodgeboren, waarna ze besloot Kiyoko te kidnappen uit het ziekenhuis. In haar rouw was ze ervan overtuigd dat Kiyoko haar baby was. Wanneer Sachiko van het gebouw wil springen, verlaat haar echtgenoot zijn appartement (welke tegenover het gebouw staat). Hij smeekt haar om opnieuw te beginnen. Sachiko springt van het gebouw. Miyuki vangt haar op voor ze valt, maar Sachiko laat per ongeluk Kiyoko los. Hana springt van het gebouw, vangt Kiyoko, en landt veilig op grond dankzij een miraculeuze bries.
Hana, Miyuki en Gin worden naar het ziekenhuis gebracht. Miyuki geeft Gin zijn sigaretten, waarop Gin het kleine rode zakje laat vallen. Het zakje blijkt een winnend lottoticket te bevatten. Kiyoko's echte ouders vragen het trio om Kiyoko's peetouders te worden. Wanneer een politie inspecteur het trio voorstelt aan de ouders, blijkt de inspecteur Miyuki's vader te zijn.

## Cast
- Toru Emori als Gin, een gokverslaafde man die vroeger een fietsenwinkel bezat en beweert een wielrenner te zijn geweest. Hij liep weg van zijn familie toen zijn schulden te hoog werden. Zijn dochter, een verpleegster, noemt net zoals de gevonden baby Kiyoko.
- Yoshiaki Umegaki als Hana, een transgender vrouw die dakloos werd na de dood van haar vriendje. Hana was ook een vondeling en is daarom het meest begaan met Kiyoko. Zij is degene die Kiyoko haar naam geeft.
- Aya Okamoto als Miyuki, een middelbareschoolstudent die van huis wegliep na een gewelddadige ruzie met haar vader.
- Shozo Iizuka als Ota, een yakuza baas die door de hoofdpersonages wordt gered vanonder een auto. Als dank nodigt hij hen uit op de trouwreceptie van zijn dochter.
- Seizo Kato als Moeder, de uitbaatster van de homobar waar Hana vroeger werkte.
- Hiroya Ishimaru als Yasuo, Sachiko's echtgenoot en degene die Kiyoko achterliet in een hoop vuilnis.
- Ryuji Saikachi als de oude dakloze man die Gin aantreft. Hij geeft Gin een kleine rode zak alvorens hij sterft.
- Yusaku Yara als Miyuki's vader, een politieman verantwoordelijk voor de speurtocht naar Kiyoko.
- Kyoko Terase als Sachiko, de vrouw die beweert Kiyoko's moeder te zijn.
- Mamiko Noto als Gin's dochter, een verpleegster die eveneens Kiyoko noemt.
- Satomi Korogi als de Ota's dochter. Ook zij noemt Kiyoko.
- Akio otsuka als de dokter waarmee Gin's dochter verloofd is.
- Rikiya Koyama als Ota's schoonzoon, die Gin's schulden inde.
- Inuko Inuyama als Kurumizawa, een bewoner van Sachiko's oude buurt.
- Kanako Yahara als Yamanochi
- Rie Shibata als Nekobaba
- Koichi Yamadera als taxichauffeur.

De overige stemmen werden voorzien door Hidenari Umezu, Mitsuru Ogata, Eriko Kawasaki, Chiyako Shibahara, Akiko Takeguchi, Kazuaki Ito, Nobuyuki Furuta, Atsuko Yuya, Toshitaka Shimizu, Bin Horikawa, Yuto Kazama, Masao Harada, Tsuguo Mogami, Yoshinori Sonobe en Akiko Kawase.

## Thema's
De film plaatst veel nadruk op het thema van het toeval. Filmcriticus George Peluranee stet dat Tokyo Godfathers een film is die de kleine maar belangrijke verbindingen die ieder van ons heeft met onbekenden tentoon stelt, en dat het een verhaal is over mirakels, liefde, familie en vergeving.
Susan Napier stelt dat Tokyo Godfathers deel uitmaakt van een trend in anime en manga om gezinnen op een steeds donkerdere manier weer te geven en om de problemen die traditionele families ondergaan te tonen. Het toont ook de pogingen van mensen om een "pseudo-familie" op te bouwen in het steeds meer isolerende en gefragmenteerde moderne Japan. Hoewel het traditionele gezin heel wat kritiek te verduren krijgt in de film, eindigt het verhaal toch op een conservatieve noot: iedereen keert terug naar hun oorspronkelijke familie. Toch biedt de film een meer radicale visie op familie aan de kijker. Tijdens het verhaal vormen de drie daklozen een "pseudo-familie" om zo zichzelf te beschermen van de buitenwereld en om zo om te gaan met hun persoonlijke problemen.